# Franklin megye (Missouri)
Franklin megye az Amerikai Egyesült Államokban, azon belül Missouri államban található. Megyeszékhelye Union, legnagyobb városa Washington. Lakosainak száma 104 682 fő (2020. április 1.). Franklin megye Gasconade, Washington, Warren, St. Charles, Saint Louis, Jefferson és Crawford megyékkel határos.

## Népesség
A megye népességének változása:
| Lakosok száma | 101 538 | 101 669 | 101 402 | 101 816 | 102 426 | 104 682 |
|               | 2010    | 2011    | 2012    | 2013    | 2015    | 2020    |